# Адам Гілмор
Адам Гілмор (англ. Adam Gilmour; нар. 1974, Брисбен, Австралія) — австралійський банкір і підприємець, засновник аерокосмічної компанії Gilmour Space Technologies.

## Біографія
Народився в Брисбені, потім жив у Сіднеї, Перті та Мельбурні, де 1991 року вступив до Університету Монаша. 1994 року закінчив навчання зі ступенем бакалавра бізнесу зі спеціалізацією в банківській справі та фінансах. Під час навчання в університеті зустрів свою дружину Мішель.

### Citibank
Після університету працював у банківському бізнесі та на піку своєї кар'єри працював у Citibank Singapore, займаючись складними фінансовими продуктами для інституційних і корпоративних клієнтів в Азійсько-Тихоокеанському регіоні. У Citibank працював з листопада 1994 року (трейдер опціонами) по травень 2015 року (регіональний директор з операцій з обміну валют і продажу деривативів в азійсько-тихоокеанському регіоні). 2009 року отримав громадянство Сінгапуру. 2011 року обіймав посаду керівного директора та керівника відділу продажу валютних операцій та деривативів в Азії. 2015 року залишив роботу в банку і повністю зосередився на Gilmour Space Technologies.
В одному з інтерв'ю Гілмор прокоментував своє рішення залишити банківський бізнес:
|  | Я завжди був дуже заповзятливим, створював бізнеси з виручкою від 20 до 200 мільйонів доларів США, а потім з 200 мільйонів до мільярда доларів США у виручці від продажів. Я робив це досить багато разів і хотів використати цей досвід, щоби заснувати свою власну компанію. |

### Gilmour Space Technologies
Великий вплив на Гілмора зробив успішний фінал Ansari X Prize, що завершився двома суборбітальними польотами SpaceShipOne протягом 10 діб 29 вересня та 4 жовтня 2004 року. Гілмор дійшов висновку, що розвиток технологій призвело до значного зниження фінансового порога входження в аерокосмічну діяльність і тепер для створення космічних ракет не потрібно мати багатомільярдні капіталовкладення. Спочатку пріоритет віддавався створенню системи для суборбітального туризму, аналогічного американській системі New Shepard. Передбачалося ракету-носій замовити у стороннього виробника, а основні зусилля компанії сконцентрувати на створенні капсули, яка пілотується. Проте аналіз ринку розробників та виробників ракетних рухових установок показав, що ціна необхідного двигуна буде «надмірно високою». Поступово викристалізувалося рішення розпочати розробку ракети-носія, який дозволить надавати послуги з виведення корисного навантаження на низьку навколоземну орбіту. Зростання кількості малорозмірних комічних апаратів підштовхнуло Гілмора до висновку, що майбутнє криється у наданні послуг на ринку виведення корисних навантажень у космос. Аналіз ринку показав наявність вузького місця: нестача ракет-носіїв надлегкого класу для запуску кубсатів.
За словами Гілмора фундамент своєї космічної освіти він заклав під час багатогодинних перельотів до Лондона і назад:
|  | Раніше я багато подорожував, тому я завантажував наукові роботи в залі очікування перед посадкою в літак, а потім читав їх протягом 10 години польоту до Лондона. До того часу, як я приземлявся в Лондоні, я був експертом у всьому, про що читав, чи то абляційні системи, сопла ракет чи термопари. Я продовжував навчатися і читати, і до 2015 року, я думаю, я був достатньо впевнений у собі, щоб залишити те, чим я займався, і зайнятися компанією. |

Таким чином він прочитав понад 100 книг і 500 статей на теми, що стосуються конструювання ракет.
2012 року створив компанію Gilmour Space Technologies. Першим співробітником компанії став його брат Джеймс Гілмор, який закінчив факультет маркетингу Університету Монаша і потім працював у цьому напрямі. Перші роки після заснування компанії вони фінансували її діяльність із власних коштів. Усього вони вклали близько 3 млн доларів США.
Спочатку Гілмор відкрив два офіси своєї компанії: офіс у Сінгапурі, який мав розробляти космічні ракетні технології з прицілом на створення повноцінного циклу розробки, виробництва та запуску ракет у Сінгапурі, та офіс у Брисбені (Австралія), який мав займатися будівництвом імітаторів космічної діяльності в освітніх цілях.
На початковому етапі Gilmour Space Technologies розпочала розробку імітаторів космічних кораблів симуляторів космічних польотів для атракціонів. Планувалося відкрити в Австралії музей космонавтики та тематичний парк з освітніми атракціонами. Для створення парку Гілмор купив колишню полуничну ферму в передмісті Голд-Коста за 2 млн доларів США.
У той час сінгапурський офіс компанії розташовувався на кампусі Сінгапурського університету технології та дизайну, де Гілмор займався наставництвом для студентів університету. У рамках наставництва йому доводилося брати участь у великій кількості студентських проєктів, що вплинуло на його інтереси у сфері транспорту. До 2016 року Gilmour Space мала у штаті 7 інженерів, які розробили прототип квадрокоптера з вантажністю до 120 кг та компактний електросамокат, який поміщався у підлітковий наплічник.
Успіхи компанії в розробці адитивних технологій в галузі 3D-друку твердого ракетного палива підштовхнули Гілмора зосередитися на розробці твердопаливного ракети-носія на основі гібридного палива (тверде паливо — рідкий окислювач).
22 липня 2016 року успішний запуск ракети RASTA підтвердив правильність вибраних рішень і Гілмор повністю зосередився на розвиток ракетобудівного спрямування компанії. Для успішного зростання Гілмору потрібно визначитися з місцем подальшої роботи компанії.
На початковому періоді діяльності компанії в Австралії не існувало політики розвитку космічних ініціатив: не було державного космічного агентства, не було системи держфінансування космічних проєктів, не було практики грантів. Однією з важливих проблем стала відсутність в Австралії кваліфікованих кадрів, які мають досвід роботи в космічній галузі, ракето- та двигунобудуванні.
Гілмор, який добре знався на роботі з інвесторами, зазначав, що інвестиційні компанії та фонди не хочуть вкладати кошти в бізнеси, в яких вони не мають досвіду, і космічні розробки були саме таким різновидом бізнесів: «Послухайте, ми не робили жодних інвестицій у космос. Ми думаємо про це, але поки не впевнені».
Однак у травні 2017 року під час інвестиційного раунду A венчурні фонди Blackbird Ventures (Австралія) та 500 Startups (США) відкрили фінансування на 5 млн доларів США для розробок Gilmour Space Technologies. Вішал Гарнал, партнер фонду 500 Startups, прокоментував рішення інвестувати у новий бізнес:
|  | Їхні інноваційні та запатентовані ракетні двигуни та паливо друкуються на 3D-принтері, що значно знижує вартість запуску. А швидкість, досвід та інновації, які Адам та його команда додали у процес зі швидким прототипуванням та чіткими віхами, стали для нас переконливим аргументом на користь інвестування. |

2017 року планував розгорнути космічну діяльність (розробку, виробництво та запуск) компанії на території Сінгапуру, де було простіше знайти фінансування та висококваліфікованих фахівців, а географічна близькість до екватора давала переваги при запуску супутників.

## Громадська діяльність
Активний прихильник розвитку незалежної аерокосмічної промисловості Австралії. Член Форуму лідерів галузі Австралійського космічного агентства.
Входить до наставників австралійського бізнес-інкубатора Moonshot.
2025 року підтримав створення в Австралії аналога Департаменту урядової ефективності (англ. Department of Government Efficiency), створеного у США президентом Трампом.